# Đẳng cấp loài
Đẳng cấp loài (Speciesism) hay phân biệt đối xử theo loài là một hình thức phân biệt đối xử dựa trên tư cách thành viên của từng giống loài. Nó liên quan đến việc đối xử với các thành viên của một loài quan trọng hơn về mặt đạo đức so với các thành viên của các loài khác ngay cả khi lợi ích của chúng là tương đương. Chính xác hơn thì sự phân biệt đối xử theo loài chính là sự thất bại trong việc xem xét lợi ích có sức ngang nhau ở một mức độ tương đương vì các loài mà các cá thể là thành viên. Đây chính là sự quan tâm, thiên vị của con người đối với một cá thể động vật hơn một cá thể động vật khác vì chúng khác loài với nhau, ví dụ như con người thường âu yếm các loài thú cưng như chó, mèo, thỏ, chăm sóc những con thú nuôi đắt tiền nhưng lại hững hờ, coi thường các con vật thuộc các loài súc vật lao động khác.
Những người cho rằng đẳng cấp loài là không công bằng đối với các loài không phải con người thường tranh luận về trường hợp của họ bằng cách viện dẫn động vật có vú và gia cầm như gà trong bối cảnh nghiên cứu hoặc chăn nuôi. Tuy nhiên, vẫn chưa có một định nghĩa hay quan niệm rõ ràng nào được đồng thuận bởi một phân đoạn lý luận quan trọng của phong trào về việc loài nào sẽ được đối xử bình đẳng với con người hoặc trong một số cách nào đó chúng sẽ được bảo vệ, che chở đặc biệt là trong số các loài thuộc động vật có vú, chim, bò sát, động vật chân đốt, côn trùng, vi khuẩn, nhất là việc côn trùng, vi khuẩn mà lại cùng đẳng cấp và phải được đối xử như với con người thì có vẻ khó nhận được sự đồng thuận và chấp nhận rộng rãi và tạo nên những cuộc tranh luận không hồi kết, nhiều ý kiến cho rằng chỉ nên giới hạn ở các loài vật hữu cảm (có cảm xúc).

## Giải nghĩa
Cốt lõi của luận thuyết chủ nghĩa đẳng cấp loài này dựa trên những lý luận về chủ nghĩa phân biệt chủng tộc và phân biệt giới tính nhưng có sự thay đổi về chủ thể được đề cập (tương quan giữa các giống loài này với các giống loài khác). Theo luận thuyết này thì có một vài mẫu phân biệt dựa trên đẳng cấp loài phổ biến:
- Đơn giản chỉ cần xem xét con người vượt trội so với các động vật khác. Điều này thường được gọi là chủ nghĩa duy con người (Anthropocentrism), loại trừ tất cả các loài động vật phi nhân loại (nonhuman) khỏi các quyền, sự tự do và bảo vệ mà tất cả chỉ đều dành cho con người như một đặc quyền.
- Xem xét một số động vật không phải người nhất định là vượt trội so với những loài khác vì sự tương đồng tùy tiện, tính quen thuộc hoặc chúng hữu ích với con người. Ví dụ, những gì có thể được gọi là "đẵng cấp loài người-tinh tinh" sẽ liên quan đến việc con người ủng hộ quyền đối với tinh tinh đối với quyền đối với cá heo, vì sự tương đồng ngẫu nhiên mà tinh tinh có với con người mà cá heo không có đặc điểm này. Tương tự, thực tế phổ biến ở người đối xử với chó tốt hơn nhiều so với gia súc có thể phải làm, với thực tế là nhiều người sống gần gũi với chó hơn và hoặc tìm gia súc dễ sử dụng hơn để kiếm lợi.
- Đơn giản chỉ cần xem xét một số loài vượt trội so với những loài khác. Ví dụ, đối xử với lợn như thể sức khỏe của chúng là không quan trọng, nhưng đối xử với ngựa như thể sức khỏe của chúng là rất quan trọng, ngay cả với niềm tin rằng năng lực tinh thần của chúng là tương tự nhau.

Thuật ngữ này thường được sử dụng bởi những người ủng hộ quyền động vật, theo đó, họ cho rằng sự phân biệt đối xử theo loài là một định kiến tương tự như phân biệt chủng tộc hoặc phân biệt giới tính, trong đó việc đối xử với các cá thể được xác định dựa trên tư cách thành viên loài và sự khác biệt về thể chất không liên quan đến đạo đức, yêu cầu của họ là thành viên loài không có ý nghĩa đạo đức. Người ta cho rằng chủ nghĩa đẳng cấp loài đóng vai trò truyền cảm hứng hoặc biện minh cho sự tàn ác đối với hàng nghìn tỷ động vật mỗi năm, trong các hình thức chăn nuôi tại các trang trại, nhà máy, cũng như việc sử dụng động vật để giải trí như đấu bò và đua ngựa, việc lấy lông và da động vật, hoạt động thí nghiệm động vật, và nhiều hơn thế nữa.
Một ví dụ về niềm tin của loài người sẽ là như sau: Giả sử rằng cả chó và bò đều cần bấm đuôi (cắt đuôi) vì lý do y tế, giả sử ai đó tin rằng chó và bò có cùng một sở thích, nhưng khăng khăng rằng chó sẽ được giảm đau khi phẫu thuật, nhưng sẽ vẫn ổn với đuôi bò được cắt đuôi mà không giảm đau, nhận xét rằng đó chỉ là một con bò chứ không phải là một con chó. Như vậy, việc phân loại để đối xử vì loài bò đang được sử dụng như một cái cớ để không quan tâm đến việc con bò này không phải chịu đựng nỗi đau dữ dội. Có thể xem xét nhiều hơn cho các thành viên của một loài hơn là các thành viên của một loài khác mà không phải là loài.
Ví dụ, hãy xem xét niềm tin rằng một người bình thường có hứng thú với việc bỏ phiếu nhưng một con khỉ đột điển hình thì không có hứng thú này. Niềm tin này có thể liên quan đến việc bắt đầu với một tiền đề rằng một đặc điểm nhất định của một con người như là có thể hiểu và tham gia vào một hệ thống chính trị, tham gia đấu đá, tranh giành quyền lực chính trị trong đó một người có đại diện chính trị là phù hợp cho dù đó là loài. Đối với một người có niềm tin này, một bài kiểm tra xem niềm tin đó có phải là loài hay không sẽ là liệu họ có tin một con khỉ đột có thể hiểu và tham gia vào một hệ thống chính trị mà nó có một đại diện chính trị sẽ quan tâm đến việc bỏ phiếu hay không.

## Lịch sử

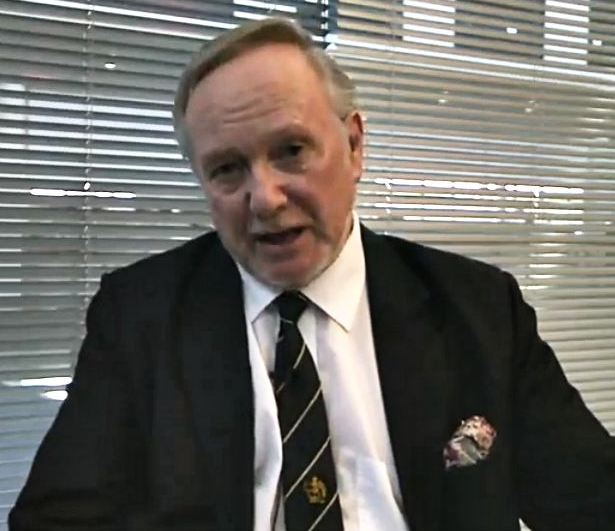
Richard D Ryder

Nguồn gốc của thuật ngữ này do ông Richard D. Ryder đặt ra thuật ngữ "đẳng cấp loài" vào năm 1970, và lập luận rằng nó chỉ đơn giản là một định kiến, như vậy, thuật ngữ này được cho là xuất hiện lần đầu tiên vào năm 1970 trong một cuốn sách nhỏ in riêng do nhà tâm lý học người Anh Richard D. Ryder viết. Ryder là thành viên của một nhóm trí thức ở Oxford, Anh, cộng đồng quyền động vật non trẻ, hiện được gọi là Nhóm Oxford. Một trong những hoạt động của nhóm là phân phát tờ rơi về các lĩnh vực quan tâm; cuốn sách nhỏ có tựa đề "Chủ nghĩa đẳng cấp loài" được viết nhằm để phản đối những thử nghiệm trên động vật.
Ryder đã sử dụng thuật ngữ này một lần nữa trong một bài tiểu luận có tên là "Thí nghiệm về động vật" và trong tác phẩm "Động vật, Con người và đạo đức" (1971), một tập hợp các bài tiểu luận về quyền động vật được hoàn chỉnh bởi các sinh viên tốt nghiệp triết học Stanley và Roslind Godlovitch và John Harris, cũng là thành viên của Nhóm Oxford. Thuật ngữ này đã được phổ biến bởi nhà triết học người Úc là Peter Singer trong cuốn sách "Giải phóng động vật" (1975). Peter Singer đã biết Ryder từ thời còn là sinh viên triết học tốt nghiệp tại Oxford. Ông tin rằng Ryder đã đặt ra thuật ngữ này và sử dụng nó trong tựa đề của chương thứ năm của cuốn sách: "Sự thống trị của con người... một lịch sử ngắn của đẳng cấp loài", định nghĩa nó là "định kiến hay thái độ thiên vị có lợi cho lợi ích của các thành viên của loài của chính mình và chống lại những thành viên của loài khác.
Những người phân biệt chủng tộc vi phạm nguyên tắc bình đẳng bằng cách coi trọng lợi ích của các thành viên trong chủng tộc của chính họ khi có sự xung đột giữa lợi ích của họ và lợi ích của những người thuộc chủng tộc khác. Các nhà tình dục học vi phạm nguyên tắc bình đẳng bằng cách ủng hộ lợi ích của giới tính của họ. Tương tự như vậy, các nhà sinh vật học cho phép lợi ích của loài của họ được đặt lên trên lợi ích lớn hơn của các thành viên của loài khác. Các mô hình là giống hệt nhau trong từng trường hợp. Peter Singer lập luận từ góc độ ưu tiên thực dụng, viết rằng đẳng cấp loài vi phạm nguyên tắc cân nhắc lợi ích bình đẳng, ý tưởng dựa trên nguyên tắc của Jeremy Bentham: "mỗi người chỉ là một, và không ai hơn chỉ một mà thôi" (each to count for one, and none for more than one).
Ông nà cũng lập luận rằng, mặc dù có thể có sự khác biệt giữa con người và động vật không phải là người, nhưng họ chia sẻ khả năng chịu đựng và chúng ta phải xem xét ngang bằng với sự đau khổ đó. Bất kỳ vị trí nào cho phép các trường hợp tương tự được xử lý theo cách không giống nhau đều không đủ điều kiện là một lý thuyết đạo đức được chấp nhận. Thuật ngữ bắt trên, ông đã viết rằng đó là một từ khó xử nhưng mà đã không thể nghĩ ra một từ tốt hơn. Nó trở thành một mục trong Từ điển tiếng Anh Oxford năm 1985, được định nghĩa là "sự phân biệt đối xử hoặc khai thác các loài động vật bởi con người, dựa trên một giả định về sự vượt trội của loài người". Năm 1994, Từ điển triết học Oxford đã đưa ra một định nghĩa rộng hơn: "Tương tự như phân biệt chủng tộc và phân biệt giới tính, lập trường không đúng đắn của việc từ chối tôn trọng cuộc sống, nhân phẩm hoặc nhu cầu của động vật khác với loài người"

## Các phương diện

### Thực chứng
Phiên tòa xét xử Bill Burns (1838) tại Luân Đôn cho thấy Richard Martin (MP cho Galway) ra tòa với một con lừa bị chủ của mình đánh đập, dẫn đến sự kết án được biết đến đầu tiên trên thế giới về sự tàn ác của động vật. Paola Cavalieri viết rằng mô hình nhân văn hiện tại là chỉ có con người là thành viên của cộng đồng đạo đức, và tất cả đều xứng đáng được bảo vệ như nhau. Thành viên loài, là thành viên đạo đức ipso facto. Mô hình có một mặt bao gồm (tất cả con người xứng đáng được bảo vệ như nhau) và một bên độc quyền (chỉ con người mới có trạng thái đó). Bà viết rằng không chỉ các triết gia gặp khó khăn với khái niệm này. Richard Rorty (1931-2007) lập luận rằng hầu hết loài người - những người ngoài cái mà ông gọi là "văn hóa nhân quyền Eurocric" của chúng ta - không thể hiểu tại sao tư cách thành viên của một loài lại đủ để đưa vào cộng đồng đạo đức: "Hầu hết mọi người sống trong một thế giới mà ở đó sẽ quá rủi ro-thực sự, nó thường rất nguy hiểm-để cho ý thức về cộng đồng đạo đức của một người vượt ra ngoài gia đình, gia tộc hoặc bộ lạc.

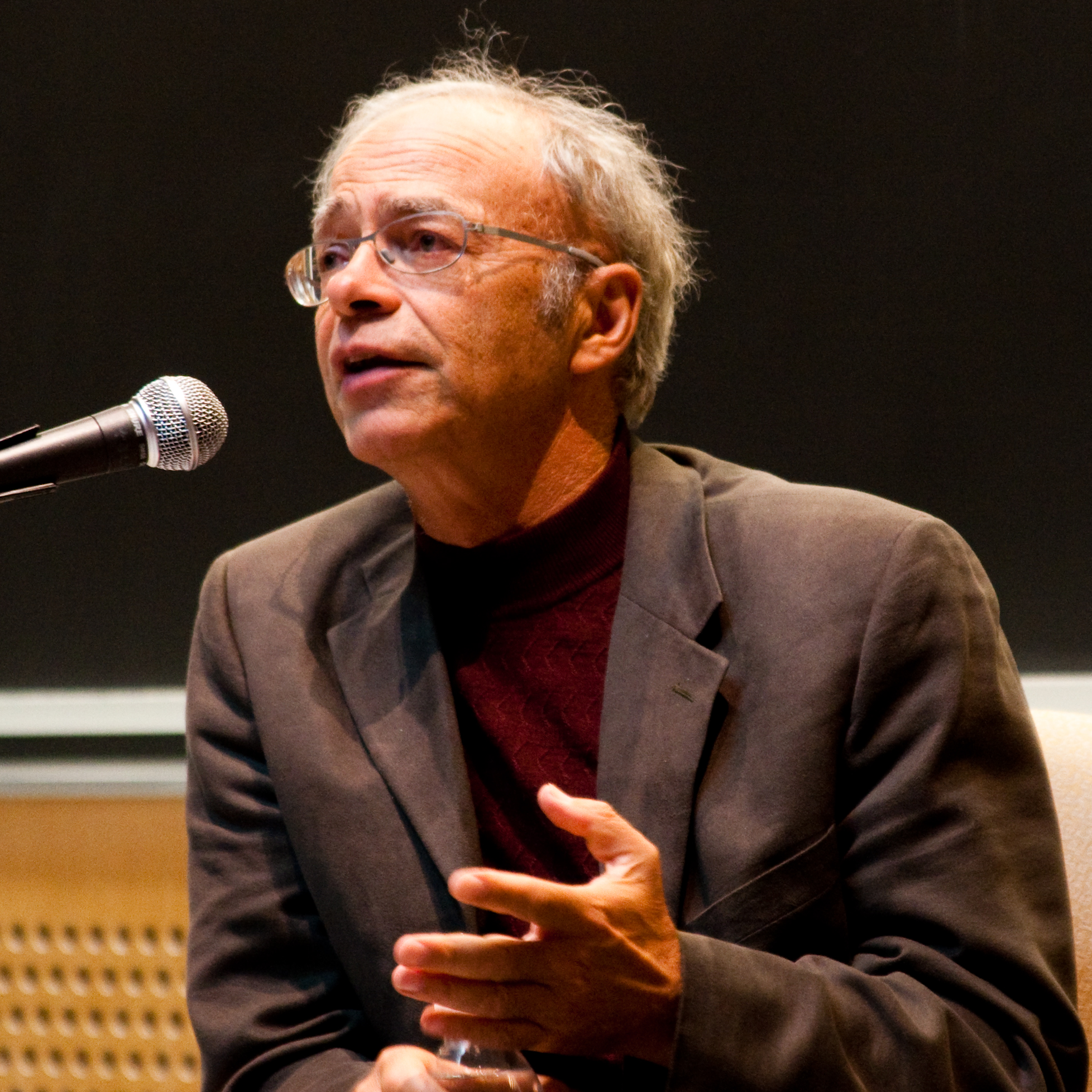
Peter Singer

Những người như vậy bị xúc phạm về mặt đạo đức bởi đề nghị rằng họ nên đối xử với một người không phải là họ hàng như thể anh ta là anh em, hoặc một người da đen như thể anh ta là người da trắng, hoặc là một người thích quậy phá như thể anh ta bình thường, hoặc là một kẻ ngoại tình như thể cô ta là một tín đồ. Họ bị xúc phạm bởi đề nghị rằng họ đối xử với những người mà họ không nghĩ là con người như thể họ là con người. Khi những người sử dụng nói với họ rằng tất cả những thú vui và nỗi đau mà các thành viên của loài sinh vật của chúng ta cảm thấy đều có liên quan như nhau đối với sự cân nhắc đạo đức, hoặc khi Kantian nói với họ rằng khả năng tham gia vào sự cân nhắc như vậy là đủ để trở thành thành viên trong cộng đồng đạo đức, họ không thể tin được. Họ vui mừng rằng những triết gia này dường như không biết gì về sự phân biệt đạo đức rõ ràng, sự phân biệt mà bất kỳ người tử tế nào cũng sẽ rút ra.
Phần lớn nhân loại bị xúc phạm tương tự bởi đề nghị rằng cộng đồng đạo đức được mở rộng đến người dân. Những loài phi người có một số địa vị đạo đức trong nhiều xã hội, nhưng nó thường chỉ mở rộng để bảo vệ chống lại cái mà Cavalieri gọi là "sự độc ác bừa bãi". Những người chống loài cho rằng việc mở rộng tư cách thành viên đạo đức cho toàn nhân loại, bất kể thuộc tính cá nhân nào như trí thông minh, trong khi phủ nhận nó với người dân, cũng bất kể thuộc tính cá nhân, là không nhất quán trong nội bộ. Theo lập luận từ các trường hợp cận biên, nếu trẻ sơ sinh, người già, và người khuyết tật nhận thức (con người trường hợp cận biên) có một trạng thái đạo đức nhất định, thì động vật không phải là con người cũng phải được trao trạng thái đó, vì không có liên quan đến đạo đức khả năng mà con người trong trường hợp cận biên có mà người dân thiếu.
Học giả pháp lý người Mỹ Steven M. Wise lập luận rằng đẳng cấp loài là một khuynh hướng độc đoán như bất kỳ khác. Ông trích dẫn triết gia R.G. Frey (1941-2012), một nhà phê bình quyền động vật hàng đầu, người đã viết vào năm 1983 rằng, nếu buộc phải lựa chọn giữa việc từ bỏ các thí nghiệm trên động vật và cho phép thử nghiệm trên con người "trường hợp cận biên", anh ta sẽ chọn cái sau, "không phải vì tôi bắt đầu một con quái vật và cuối cùng chọn sự quái dị, nhưng bởi vì tôi không thể nghĩ ra bất cứ điều gì hấp dẫn mà nhường lại tất cả cuộc sống của con người với bất kỳ giá trị nào lớn hơn cuộc sống của động vật với bất kỳ chất lượng nào.
Richard Dawkins lập luận chống lại đẳng cấp loài là một ví dụ về "tâm trí không liên tục". Richard Dawkins, nhà sinh vật học tiến hóa, đã lập luận chống lại chủ nghĩa đẳng cấp loài trong tác phẩm The Blind Watchmaker (1986), The Great Ape Project (1993), và The God Delusion (2006), làm sáng tỏ mối liên hệ với lý thuyết tiến hóa. Ông so sánh các thái độ và giả định phân biệt chủng tộc trước đây với các đối tác theo chủ nghĩa đẳng cấp loài hiện nay. Trong chương "Một cây sự sống đích thực" trong Người thợ đồng hồ mù, ông lập luận rằng không chỉ phân loại động vật học được cứu khỏi sự mơ hồ lúng túng bởi sự tuyệt chủng của các hình thức trung gian, mà còn cả đạo đức và luật pháp của con người.
Dawkins lập luận rằng cái mà ông gọi là "tâm trí không liên tục" có mặt ở khắp nơi, chia thế giới thành các đơn vị không phản ánh gì ngoài việc chúng ta sử dụng ngôn ngữ và động vật thành các loài không liên tục. Dawkins đã nói rõ trong một cuộc thảo luận vào năm 2007, khi được hỏi liệu anh ta có tiếp tục ăn thịt hay không thì ông ta thẳng thừng trả lời rằng: "Nó hơi giống với vị trí mà nhiều người sẽ nắm giữ vài trăm năm trước về chế độ nô lệ. mọi người cảm thấy khó chịu về mặt đạo đức đối với chế độ nô lệ nhưng đã đi cùng với nó bởi vì toàn bộ nền kinh tế của miền Nam phụ thuộc vào chế độ nô lệ.
David Sztybel lập luận trong bài báo của mình có tên "Liệu việc đối xử với động vật có thể được so sánh với trại tập trung Holocaust không?" (2006), rằng sự phân biệt chủng tộc của Đức quốc xã có thể so sánh với chủ nghĩa loài vốn có trong việc ăn thịt hoặc sử dụng các sản phẩm phụ từ động vật, đặc biệt là những sản phẩm được sản xuất tại các trang trại chăn nuôi. Ông Y. Michael Barilan, một bác sĩ người Israel, lập luận rằng chủ nghĩa chủng tộc không giống với chủ nghĩa phân biệt chủng tộc của Đức quốc xã, bởi vì sau đó đã tống tiền kẻ lạm dụng và lên án kẻ yếu hơn và bị lạm dụng. Ông mô tả chủ nghĩa phân biệt loài là sự công nhận quyền trên cơ sở thành viên nhóm, thay vì chỉ dựa trên những cân nhắc về đạo đức.
Tính trung tâm của ý thức: "Mở rộng Libertarian" là ý tưởng rằng giá trị nội tại của tự nhiên có thể được mở rộng ra ngoài chúng sinh. Điều này tìm cách áp dụng nguyên tắc quyền cá nhân không chỉ cho tất cả các loài động vật mà còn cho các đối tượng không có hệ thần kinh như cây cối, thực vật và đá, sỏi. Ryder bác bỏ lập luận này, viết rằng "giá trị không thể tồn tại nếu không có ý thức hoặc ý thức tiềm tàng. Do đó, đá và sông và nhà không có lợi ích và không có quyền của riêng sự vật nó. Tất nhiên, điều đó không có nghĩa là chúng không thuộc về giá trị đối với chúng tôi, và đối với nhiều người đau khổ khác, bao gồm cả những người cần chúng là môi trường sống và những người sẽ phải chịu đựng nếu không có chúng".

### Triết học

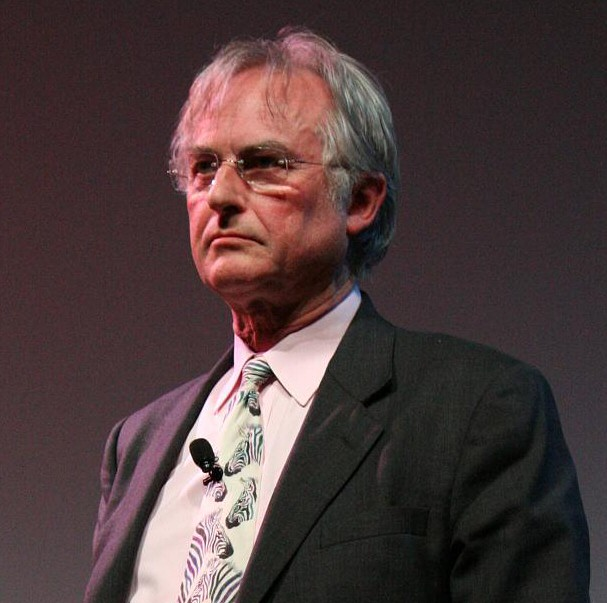
Dawkins

Một chủ đề phổ biến trong việc bảo vệ đẳng cấp loài là lập luận rằng con người có quyền khai thác, sử dụng các loài khác để bảo vệ loài của mình. Triết gia Carl Cohen đã lập luận vào năm 1986 rằng: "Chủ nghĩa đẳng cấp loài không chỉ hợp lý, nó rất cần thiết cho hành vi đúng đắn, bởi vì những người sẽ không tạo ra sự khác biệt về mặt đạo đức giữa các loài gần như chắc chắn, để hiểu sai nghĩa vụ thực sự của họ" Cohen viết rằng phân biệt chủng tộc và phân biệt giới tính là sai vì không có sự khác biệt có liên quan giữa giới tính hoặc chủng tộc. Ông này lập luận rằng giữa người và động vật thì có những khác biệt đáng kể.
Nel Noddings, nhà nữ quyền người Mỹ, đã chỉ trích quan niệm về chủ nghĩa đẳng cấp loài của Singer chỉ là phép đơn giản hóa và không tính đến bối cảnh ưa thích loài, vì các khái niệm phân biệt chủng tộc và phân biệt giới tính đã tính đến bối cảnh phân biệt đối xử với con người. Peter Staudenmaier đã lập luận rằng so sánh giữa chủ nghĩa chủng tộc và phân biệt chủng tộc hay phân biệt giới tính là sự tầm thường và sự so sánh thô sơ. Sự tương đồng trung tâm với phong trào dân quyền và phong trào phụ nữ là tầm thường hóa và tư duy như thời tiền sử.
Cả hai phong trào xã hội đó đều được khởi xướng và thúc đẩy bởi chính các thành viên của các nhóm bị loại bỏ và bị loại trừ, không phải bởi những người đàn ông nhân từ hay những người da trắng hành động thay mặt họ. Cả hai phong trào đều được xây dựng chính xác xung quanh ý tưởng đòi lại và tái khẳng định một nhân loại được chia sẻ trước một xã hội đã tước đoạt nó và phủ nhận nó. Không có nhà hoạt động dân quyền hay nữ quyền nào từng tranh luận, "Chúng ta cũng là chúng sinh!" Họ lập luận, "Chúng tôi cũng hoàn toàn là con người!" Học thuyết giải phóng động vật, ngoài việc mở rộng xung lực nhân văn này, trực tiếp làm suy yếu nó.
Một chỉ trích khác về chủ nghĩa chống đẳng cấp loài động vật dựa trên sự phân biệt giữa các quyền đòi hỏi mà người ta muốn và được đưa vào những người có thể không muốn. Nhiều người bây giờ đã trên 18 tuổi nhưng nhớ thời còn là trẻ vị thành niên khi mà quyền của trẻ em bị cáo buộc đã bị hợp pháp hóa nghi ngờ nếu quyền động vật làm động vật tốt, đặc biệt là vì động vật thậm chí không thể nói những gì chúng cho là khủng khiếp. Một sự khác biệt được tạo ra giữa những người bị từ chối bên ngoài về khả năng nói những gì họ nghĩ theo giới hạn 18 năm, chẩn đoán tâm thần dựa trên các giả thuyết về miền cụ thể, hoặc các luật được xây dựng khác trên một mặt và trường hợp bên lề con người không có khả năng chống lại tình huống của họ mặt khác.
Cái trước được coi là tương đương với phân biệt chủng tộc và phân biệt giới tính, cái sau được coi là tương đương với động vật. Điều này mở rộng cho việc đặt câu hỏi và bác bỏ định nghĩa về "sự độc ác bừa bãi". Một ví dụ đã được chỉ ra là vì chúng ta không biết liệu động vật có nhận thức được cái chết hay không, tất cả các cân nhắc về đạo đức đối với việc đặt động vật xuống đều được làm lành. Những người ủng hộ cách thức này chấp nhận một phần chủ nghĩa đẳng cấp loài nói chung không đăng ký tranh luận về cáo buộc phi nhân cách hoặc các loại lập luận hợp pháp khác, và không có vấn đề gì trong việc chấp nhận các cuộc gặp gỡ có thể xảy ra trong tương lai với trí thông minh ngoài trái đất hoặc trí thông minh nhân tạo.
Chủ nghĩa duy tâm của Ayn Rand cho rằng con người là những sinh vật duy nhất có cái mà Rand gọi là ý thức khái niệm, và khả năng suy luận và phát triển một hệ thống đạo đức. Cô cho rằng con người là loài duy nhất được hưởng quyền năng và do đấng bề trên ban cho qua đó giá tiếp bác bỏ những chỉ trích về sự phân biệt loài. Nhà triết học khách quan Leonard Peikoff lập luận: "Theo bản chất của nó và trên khắp vương quốc động vật, sự sống tồn tại bằng cách nuôi sống sự sống. Yêu cầu con người bảo vệ 'quyền lợi' của các loài khác là tước đi quyền sống của con người. Đây gọi là 'other-ism, 'tức là lòng vị tha, sự phát điên.
Nhà triết học người Anh là Roger Scruton coi sự xuất hiện của phong trào bảo vệ quyền động vật và chống chủ nghĩa phân biệt loài là "sự thay đổi văn hóa kỳ lạ nhất trong thế giới quan tự do", bởi vì ý tưởng về quyền và trách nhiệm, đặc biệt với tình trạng của con người, và không có ý nghĩa gì để lan truyền chúng ra ngoài loài của chúng ta. Scruton lập luận rằng nếu động vật có quyền, thì chúng cũng có nghĩa vụ, cái mà động vật sẽ thường xuyên vi phạm, với hầu hết tất cả chúng là "những kẻ phá luật theo thói quen" và các động vật săn mồi như cáo, sói và cá voi sát thủ là "kẻ giết người" nên bị loại trừ vĩnh viễn ". Ông cáo buộc chủ nghĩa chống chủ nghĩa chống chủ nghĩa nhân chủng học "tiền khoa học", quy kết các đặc điểm cho động vật, theo ông, giống như Beatrix Potter, trong đó "chỉ có con người là hèn hạ". Đó là, ông lập luận, một ảo mộng, một thế giới chạy trốn, chối bỏ và thoát ly.
Việc đề cao con người so với các loài khác cũng là một khia cạnh của thuyết ưu sinh, theo đó, thuyết tiến hóa xã hội của Darwin và sự cạnh tranh của những loài ưu tú cũng như các chương trình của trước đây thì trong lịch sử thuyết ưu sinh đã thể hiện bản thân nó như một phong trào để tiêu diệt "đơn vị di truyền" không tương ứng và khuyến khích nhân giống di truyền có chọn lọc thích hợp. Các tổ chức lớn của người theo thuyết biến đổi con người đã cưỡng chế một cách mạnh mẽ đến các chính sách như vậy và phản đối các giả định phân biệt đối xử, phân biệt chủng tộc cùng với các khái niệm ngụy khoa học rằng những cải tiến của thuyết ưu sinh có thể được thực hiện một cách trọn vẹn tong một khung thời gian có ý nghĩa thực tế thông qua sinh sản có chọn lọc của con người.

### Tranh luận
Trong tác phẩm "An Introduction to the Principles of Morals and Legislation", Bentham viết "Câu hỏi không phải là, Chúng ta có thể lý luận không?" Hay Chúng ta có thể nói không? Mà là Chúng ta có thể chịu đựng được không? Sự phân biệt của Mill giữa sự hài lòng cao hơn và thấp hơn có thể hiểu rằng ông tạo cho con người một địa vị cao hơn nhưng trong tác phẩm "The Methods of Ethics", triết gia Henry Sidgwick nói "Chúng ta cần có sự quan tâm đúng mức "ai" được bao hàm trong khái niệm "tất cả", hạnh phúc của họ buộc phải được quan tâm. Chúng ta sẽ mở rộng sự quan tâm của chúng ta đến tất cả các sinh vật sống, những loài cảm nhận được sự đau đớn và thỏa mãn, bị ảnh hưởng bởi cách hành xử của chúng ta? Hay chúng ta chỉ gói gọn sự quan tâm đó trong loài người? Quan điểm đầu tiên được ủng hộ bởi Bentham và Mill, và (tôi tin rằng) tất cả trường phái Chủ nghĩa thực tế đều ủng hộ như vậy: và thật sự rõ ràng dựa vào tính chung của vũ trụ cái mà tạo nên những nguyên tắc đầu tiên của Chủ nghĩa thực tế… thì thật vô lý và bất công để mà loại bỏ cách nghĩ đó, như chúng ta đã biết về nó, sự hài lòng của tất cả các sinh vật sống."
Ngoài ra, Bản thân John Stuart Mill, trong tác phẩm Whewell on Moral Philosophy, bảo vệ cho sự vận động của Bentham về quyền của động vật, gọi nó là "Một dự đoán cao quý", và viết: thực tế một hành động gây đau đớn nhiều hơn cho động vật so với việc tạo nên sự thỏa mãn cho con người; thì hành động đó đúng hay sai? Và liệu, chính xác trong bao nhiêu phần con người đã thoát ra khỏi sự ích kỉ của mình, họ không trả lời rằng điều đó là "vô đạo đức" với tư cách một con người, để cho tính đạo đức trong các nguyên tắc của sự hữu ích bị phản đối mãi mãi." 
Triết gia theo Chủ nghĩa thực tế Peter Singer và nhiều nhà hoạt động vì quyền của động vật tiếp tục tranh luận rằng hạnh phúc của tất cả các sinh vật sống nên được quan tâm một cách nghiêm túc. Singer cho rằng các quyền được thảo luận dựa vào cấp độ nhận thức của một sinh vật sống, không quan tâm đến chủng loại của chúng. Ông thêm rằng con người hướng đến việc trở thành người cực đoan trong việc xem xét các loài(speciesist)-phân biệt đối xử với động vật trong vấn đề đạo đức, và tranh luận rằng, đối với Chủ nghĩa thực tế, Chủ nghĩa phân biệt đối xử với Động vật hay đẳng cấp loài (speciesism) không được chứng minh như không có sự phân biệt một cách hợp lý giữa nỗi đau của con người và nỗi đau của động vật; tất cả nỗi đau cần phải được giảm thiểu. Singer viết: "Những người phân biệt đối xử (racist) vi phạm nguyên tắc về sự công bằng khi cho những niềm hạnh phúc của giống loài mình cao hơn các loài khác. Cũng như vậy, Những người phân biệt đối xử với Động vật tự cho rằng những hạnh phúc của giống loài mình đè lên những hạnh phúc lớn hơn của các loài khác. Khuôn mẫu này là giống nhau trong mỗi trường hợp… Hầu hết mọi người là những người phân biệt đối xử với Động vật."
Trong một tác phẩm viết vào năm 1990 với nhan đề "Animal Liberation", Peter Singer nói rằng ông không còn ăn thịt hào và thịt trai, vì mặc dù chúng ta nghĩ rằng các sinh vật đó không cảm nhận được sự đau đớn, nhưng chúng ta không thể biết chắc điều đó, và không quá khó để không ăn chúng(và việc lựa chọn phương pháp tốt hơn này là một nguyên tắc quan trọng của Chủ nghĩa thực tế). Quan điểm này vẫn mâu thuẫn với Thuyết môi trường(deep ecology), Thuyết này tuyên bố rằng giá trị nội tại gắn liền với tất cả hình thức của cuộc sống và thiên nhiên, bất kể nó là sinh vật sống hay không. Theo Chủ nghĩa thực tế, hình thức của cuộc sống không thể trải nghiệm bất cứ điều gì như là sự thỏa mãn hay là sự đau đớn mà các giá trị đạo đức chối bỏ, vì chúng ta không thể tăng cường hạnh phúc hay giảm những nỗi đau của một vật vô tri vô giác.
Singer viết: "Khả năng chịu đựng đau đớn và sự hưởng thụ vật chất là yếu tố tiên quyết cho lòng ham muốn, một điều kiện cần được thỏa mãn trước khi chúng ta có thể nói về lòng ham muốn trong bất kì ý nghĩa nào. Sẽ là vô nghĩa nếu nói một hòn đá bị đá dọc theo một con đường bởi một cậu bé là không có long ham muốn. Một hòn đá không có ham muốn vì nó không biết đau đớn. Chúng ta không thể làm gì để thay đổi "hạnh phúc" của nó. Một con chuột, trái lại, chắc chắn có một ham muốn là không bị hành hạ, vì nó sẽ đau đớn nếu nó bị như vậy. Nếu một sinh vật sống chịu đựng đau đớn, thì không có một chứng minh mang tính đạo đức nào có thể từ chối việc quan tâm đến nỗi đau đó. Bất kể bản chất của vật chịu đau đớn là gì, nguyên tắc của sự công bằng yêu cầu những nỗi đau đớn nên được đánh giá ngang nhau-trong một chừng mực so sánh đơn giản giữa các loài với nhau. Nếu một vật không cảm nhận được đau đớn hay không biết hạnh phúc, nó sẽ không được xem xét trong trường hợp này."
Vì vậy, giá trị đạo đức của các sinh vật đơn bào, cũng như một vài sinh vật đa bào, và thực thể tự nhiên như một con sông, chỉ là những lợi ích đối với những sinh vật sống cao cấp. Tương tự, Chủ nghĩa thực tế không tạo ra những giá trị quan trọng trực tiếp vào "sự đa dạng sinh học"("biodiversity"), mặc dù những lợi ích mà sự "sự đa dạng sinh học" mang lại cho những sinh vật sống cao cấp có thể mang ý nghĩa rằng, đối với Chủ nghĩa thực tế, "đa dạng sinh học" nên được bảo tồn. Trong tiểu luận của John Stuart Mill có nhan đề "On Nature" ông tranh luận rằng hạnh phúc của những động vật hoang đã được xem xét khi đưa ra những phán quyết của người theo Chủ nghĩa thực tế. Tyler Cowen tranh luận rằng, nếu mỗi con vật là những vật mang lại lợi ích, vì vậy chúng ta nên xem xét giới hạn trong việc săn mồi của động vật ăn thịt với con mồi của chúng: "Một cách tối thiểu, chúng ta nên giới hạn mức độ thịt cung cấp hiện tại cho các loài ăn thịt."

### Tôn giáo
Mục sư John Tuohey, người sáng lập Trung tâm Đạo đức Chăm sóc Sức khỏe Providence, viết rằng sự luận lý (logic) đằng sau phê phán chống chủ nghĩa phân biệt loài là sự thiếu sót, và mặc dù phong trào bảo vệ quyền động vật ở Hoa Kỳ đã có ảnh hưởng trong việc làm chậm lại sự thí nghiệm trên động vật và trong một số trường hợp tạm dừng các nghiên cứu cụ thể trong các vụ việc nhưng không ai đưa ra một lập luận thuyết phục cho sự bình đẳng của loài. Một số người ủng hộ chủ nghĩa đẳng cấp loài tin rằng động vật tồn tại để con người có thể sử dụng chúng. Họ cho rằng tình trạng đặc biệt này truyền đạt các quyền đặc biệt, chẳng hạn như quyền sống và cả trách nhiệm duy nhất, chẳng hạn như quản lý môi trường.
Niềm tin vào chủ nghĩa duy tôn của con người thường bắt nguồn từ các tôn giáo Áp-ra-ham và điều này thể hiện qua quan điểm của Kinh thánh về các loài động vật và nhưng quan điểm của Hồi giáo về động vật, như Sách Sáng thế ký 1:26 có viết lại rằng: "Sau đó, Thiên Chúa nói:" Chúng ta hãy tạo nên con người theo hình ảnh của chúng ta, theo ý thích của chúng ta; và để họ cai trị cá biển và chim trời và gia súc trên khắp trái đất, và trên mọi thứ leo trèo trên trái đất. "Những người ủng hộ quyền động vật cho rằng sự thống trị đề cập đến sự quản lý, không phải quyền sở hữu. Chúa Giê-Su đã dạy những con chiên rằng một con người thì đáng giá hơn nhiều chim sẻ. Như vậy, về tôn giáo thì cũng luôn ưu tiên con người vì là hậu nhân của Thiên Chúa, từ đó, không quá đề cao quyền bình của các loài muôn thú, nhất là khi Công giáo đã bãi bỏ và không chấp nhận tục thờ động vật.

### Pháp lý
Đạo luật đầu tiên đề cập đến bảo vệ động vật ở Hoa Kỳ có tiêu đề "Đạo luật hiệu lực ngăn chặn hành vi tàn ác đối với động vật", được ban hành vào năm 1867. Nó cho phép quyền buộc tội và thực thi bảo vệ liên quan đến sự tàn ác với động vật. Đạo luật này từ đó đã được sửa đổi cho phù hợp với các án lệ hiện đại theo từng tiểu bang, ban đầu đề cập đến những việc như bỏ rơi động vật, bỏ đói, tra tấn, chọi thú, vận chuyển, tàng trữ động vật, tiêu chuẩn tạm giữ và tiêu chuẩn cấp phép. Mặc dù một phong trào bảo vệ quyền động vật đã bắt đầu sớm nhất là vào cuối những năm 1800, một số luật lệ sẽ định hình cách thức động vật sẽ được đối xử khi ngành công nghiệp phát triển, được ban hành vào khoảng thời gian Richard Ryder đưa khái niệm về Chủ nghĩa đẳng cấp loài vào cuộc trò chuyện.
Pháp luật đã được đề xuất và thông qua tại Hoa Kỳ sẽ định hình lại phúc lợi động vật trong ngành công nghiệp và khoa học. Các dự luật như Đạo luật giết mổ nhân đạo, được thông qua để giảm bớt một số đau khổ của vật nuôi trong quá trình giết mổ, đã được thông qua vào năm 1958. Sau đó, Đạo luật phúc lợi động vật năm 1966, được Tổng thống Lyndon B. Johnson ký thông qua, được thiết kế để đưa ra các quy định chặt chẽ hơn và giám sát về việc xử lý động vật được sử dụng trong thí nghiệm và triển lãm trong phòng thí nghiệm nhưng sau đó đã được sửa đổi và mở rộng. Những luật lệ mang tính đột phá này đã báo trước và ảnh hưởng đến thái độ thay đổi đối với động vật phi nhân trong quyền đối xử nhân đạo mà Richard D. Ryder và Peter Singer sau đó sẽ phổ biến vào những năm 1970 và 1980.